# Nocciola di Giffoni
La Nocciola di Giffoni (IGP) è un prodotto ortofrutticolo italiano a Indicazione geografica protetta.

## Zona di produzione
L'area geografica di produzione comprende per intero i territori comunali di Giffoni Valle Piana, Giffoni Sei Casali, San Cipriano Picentino, Fisciano, Calvanico, Castiglione del Genovesi, Montecorvino Rovella nonché parzialmente i comuni di Baronissi, Montecorvino Pugliano, Olevano sul Tusciano, San Mango Piemonte, Acerno.